# ليال (شعر)
ليال هي مجموعة شعرية للكاتب اليمني مروان الغفوري وقد طبعت ونشرت النسخة الأولى منها عام 2004، عن دائرة الثقافة والإعلام في إمارة الشارقة. فازت المجموعة الشعرية بجائزة الشارقة للإبداع العربي في دورتها الثامنة 2004.

## المجموعة
- «ليال1» ص7
- «أبعدُ من صنعاء: ماءٌ ضمن فطرته الأولى!» ص9
- «ليال2» ص17
- «ليال3» ص19
- «ليال4» ص21
- «ليال5» ص23
- «ليال6» ص25
- «ليال7» ص27
- «إني آنست ناراً» ص29
- «مشاهد طريّة، ناشفة» ص35
- «البحر، كقاطع طريق» ص51
- «أربعٌ يا حليمة» ص55
- «إضبارات» ص65
- «ثلاث منازل للحزن» ص75
- «أمير الفقراء وقائدهم إلى الفرن» ص81
- «في البدء كانت المحرقة» ص93